# Die Grünen Österreichs
Die Grünen Österreichs (DGÖ) waren eine neonazistische Partei in Österreich. Sie wurde vom ehemaligen NDP-Funktionär Alfred Bayer 1982 gegründet und kandidierte bei Landtags- und Gemeinderatswahlen in Österreich.
Die Grünen Österreichs wurden 1982 von Alfred Bayer gegründet, um die zu dieser Zeit im Aufschwung befindliche grüne Bewegung für die Zwecke der NDP zu nutzen. Die ansonsten unbedeutende Organisation schaffte es, bescheidene Erfolge bei Wahlen zu erzielen. So erzielte die DGÖ 1985 einige Mandate bei den Gemeinderatswahlen in Leoben, Kapfenberg und Villach und kandidierte zur Landtagswahl in Tirol 1984, zur Landtagswahl in Salzburg 1984, zur Landtagswahl in Oberösterreich 1985 und zur Landtagswahl in der Steiermark 1986. Die Stimmengewinne der DGÖ gingen dabei oftmals zu Lasten der parallel kandidierenden Parteien Grüne Alternative und Vereinte Grüne Österreichs.
1988 untersagte der Verfassungsgerichtshof die Kandidatur der DGÖ bei den ÖH-Wahlen wegen Neonazismus.